# Tim McMullan
Pour les articles homonymes, voir McMullan.
Timothy McMullan est un acteur britannique.

## Filmographie

### Cinéma
- 1993 : Les Ombres du cœur : Nick Farrell
- 1994 : Being Human : le déserteur
- 1994 : Princesse Caraboo : l'aristocrate
- 1997 : Le Cinquième Élément : le bras droit du scientifique
- 1997 : Caught in the Act : Pip
- 1997 : Robinson Crusoé : le second de Robinson
- 1998 : La Courtisane : un zelote
- 1998 : Shakespeare in Love : Frees
- 1999 : Guns 1748 : le groom
- 1999 : Onegin : un dandy
- 2000 : Eisenstein : Rak
- 2002 : Two Men Went to War : MP dans le train
- 2006 : The Queen : Stephen Lamport
- 2011 : National Theatre Live: The Cherry Orchard : Siminov-Pischik
- 2012 : La Dame en noir : M. Jerome
- 2025 : Red Sonja de M. J. Bassett

### Télévision
- 1993 : Stalag Luft : Donaldson
- 1994 : The Wimbledon Poisoner : Sebastian Williams (2 épisodes)
- 1995 : Performance : Sir Walter Blunt (1 épisode)
- 1998 : Heat of the Sun : Franz-Dietrich Gessler (1 épisode)
- 2002 : Surrealissimo: The Scandalous Success of Salvador Dali : le journaliste
- 2004 : Agatha Christie: A Life in Pictures : le pharmacien
- 2006 : Pinochet in Suburbia : Di Parfrey
- 2007 : Scotland Yard, crimes sur la Tamise : Brooks (2 épisodes)
- 2008 : Raison et Sentiments : M. Palmer (2 épisodes)
- 2008 : Mutual Friends : le consultant (1 épisode)
- 2009 : Margaret : William Waldegrave
- 2010 : The Great Outdoors : un fermier (1 épisode)
- 2012 : Silk : Juge Hoyle (1 épisode)
- 2012 : The Hollow Crown : Silence (1 épisode)
- 2012 : Parade's End : Stephen Waterhouse (2 épisodes)
- 2013 : Elementary : DCI Hopkins (1 épisode)
- 2013-2015 : Foyle's War : Arthur Valentine (6 épisodes)
- 2014 : Les Enquêtes de Morse : M. Brian Quinbury (1 épisode)
- 2016 : Docteur Thorne : Comte de Courcy
- 2016 : Témoin à charge : Sir Hugo Meredith
- 2017 : Fearless : David Nolenn
- 2019 : The Crown : Robin Woods (1 épisode)
- 2021 : Le Serpent : Douglas Cartwright
- 2023 : Comptine mortelle : Atticus Pünd